# Inkwilersee
Inkwilersee är en sjö i Schweiz.   Den ligger i kantonen Solothurn, i den centrala delen av landet, 30 km nordost om huvudstaden Bern. Inkwilersee ligger 460 meter över havet. Arean är 10,2 kvadratkilometer.
Omgivningarna runt Inkwilersee är en mosaik av jordbruksmark och naturlig växtlighet. Runt Inkwilersee är det ganska tätbefolkat, med 104 invånare per kvadratkilometer.